# Подолін (Лодзинське воєводство)
Подолін (пол. Podolin) — село в Польщі, у гміні Мощениця Пйотрковського повіту Лодзинського воєводства.
Населення — 367 осіб (2011).
У 1975-1998 роках село належало до Пйотрковського воєводства.

## Демографія
Демографічна структура станом на 31 березня 2011 року:
|          | Загалом | Допрацездатний вік | Працездатний вік | Постпрацездатний вік |
| -------- | ------- | ------------------ | ---------------- | -------------------- |
| Чоловіки | 186     | 44                 | 123              | 19                   |
| Жінки    | 181     | 33                 | 97               | 51                   |
| Разом    | 367     | 77                 | 220              | 70                   |